# Scolitantides matsumuranus
Scolitantides matsumuranus är en fjärilsart som beskrevs av Felix Bryk 1946. Scolitantides matsumuranus ingår i släktet Scolitantides och familjen juvelvingar. Inga underarter finns listade.